# 钝叶臭黄荆
钝叶臭黄荆（学名：Premna obtusifolia）为马鞭草科豆腐柴属下的一个种。

## 扩展阅读
- 維基物種上的相關：钝叶臭黄荆